# Aelbert Cuyp

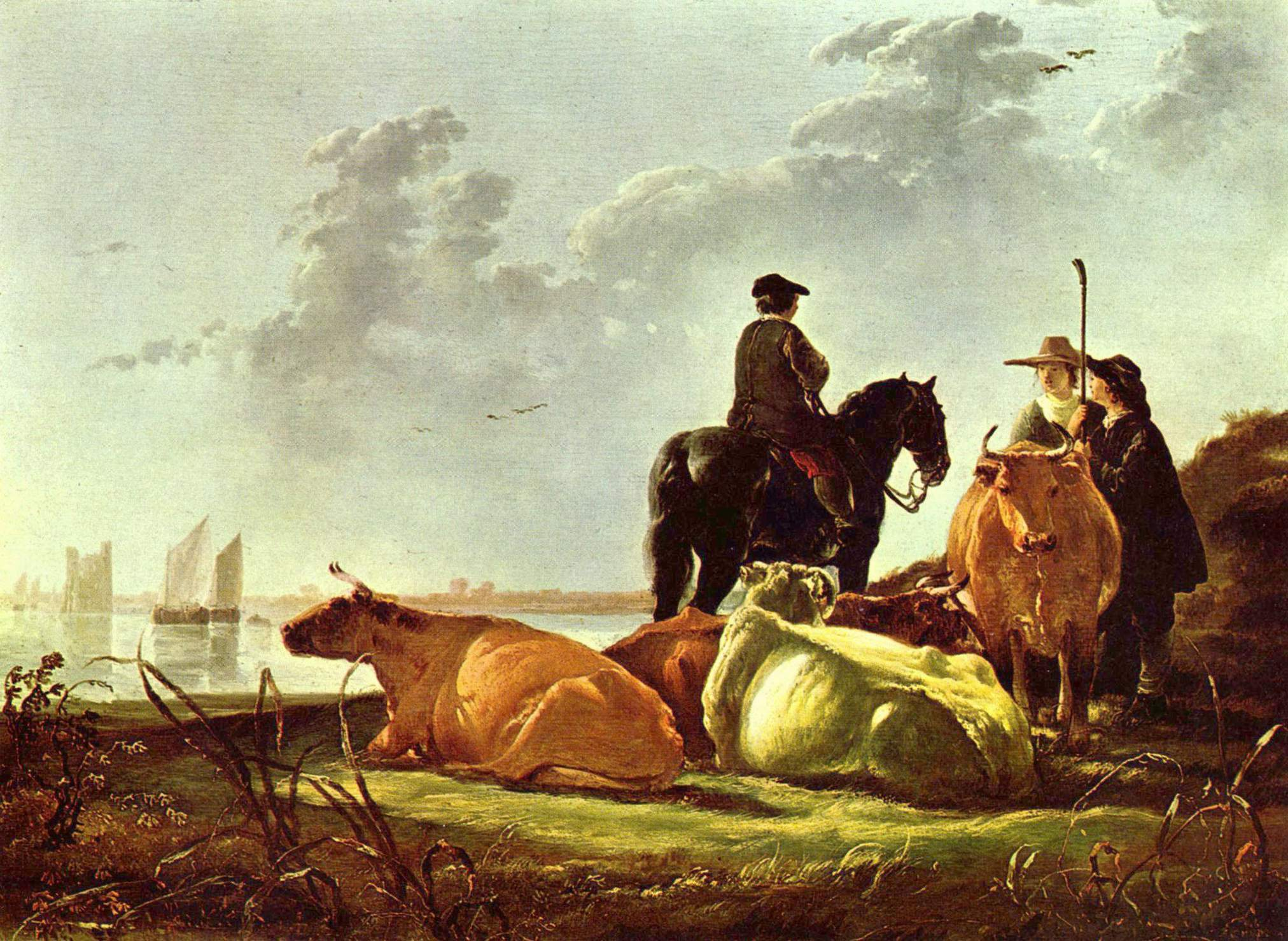
Krowy na łące National Gallery Londyn, (1655-60)

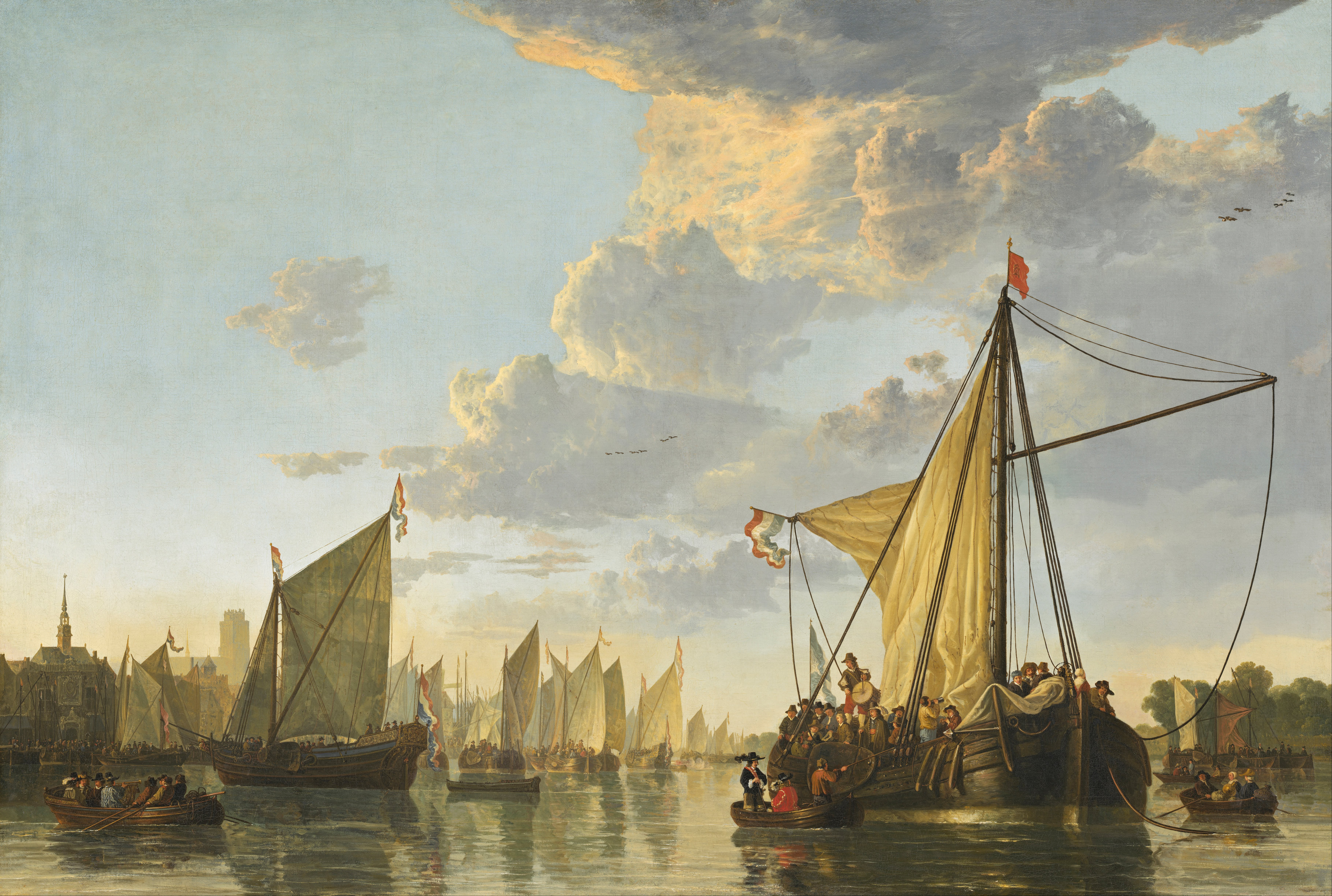
Port w Dordrechcie National Gallery of Art Waszyngton, (ok. 1660)

A(e)lbert Jacobszoon Cuyp (ur. 1620 ochrzczony 20 października 1620 w Dordrechcie, pochowany 15 listopada 1691 tamże) – holenderski malarz, jeden z najwybitniejszych pejzażystów holenderskich XVII wieku.

## Życiorys
Urodził się w rodzinie o tradycjach artystycznych, jego ojciec Jacob Gerritsz. Cuyp (1594-1651/52) był malarzem portrecistą, dziadek i wuj byli twórcami witraży. Szczegóły życia artysty nie zostały dokładnie poznane, mieszkał całe życie w Dordrechcie, zapewne podróżował po Holandii i wzdłuż doliny Renu, o czym świadczą jego obrazy. Około 1658 poślubił bogatą wdowę Cornelię Boschman i praktycznie przestał malować, odnotowano jedynie jego aktywność w jednym z kościołów protestanckich i instytucjach publicznych.

## Twórczość
Aelbert Cuyp był wszechstronnym artystą, początkowo malował obrazy o tematyce biblijnej i mitologicznej, a także martwe natury, portrety i sceny rodzajowe. Później zainteresował się pejzażem, jego najlepsze prace powstały po 1650 roku. Malował krajobrazy rustykalne, panoramy miast i portów, częstym tematem jego prac były wschody i zachody słońca. Na wielu obrazach artysty pojawiały się zwierzęta. Paleta barw jest bogata i ciepła, a światło, harmonijnie wymieszane z cieniem, odgrywa pierwszoplanową rolę.
Analiza prac malarza jest utrudniona przez to, że większość z nich nie jest datowana. Ponadto często bywają one mylone z pracami innych artystów m.in. Abrahama van Calraeta (1642-1722), który poruszał podobną tematykę i podpisywał się takimi samymi inicjałami.
Współcześni krytycy dopatrują się wpływu na jego twórczość takich malarzy jak Salomon van Ruysdael, Jan van Goyen i Claude Lorrain. Natomiast sam Aelbert Cuyp był źródłem inspiracji dla malarzy romantycznych Williama Turnera i Eugène’a Verboeckhovena.
Największe zbiory prac artysty posiadają Detroit Institute of Arts, Fine Arts Museums of San Francisco, Ermitaż w Sankt Petersburgu, Metropolitan Museum of Art i muzeum w Luwrze.

## Wybrane dzieła
- Krowy na pastwisku – Praga, Galeria Narodowa
- Cornelis i Michiel Pompe van Meerdervoort – Nowy Jork, Metropolitan Museum of Art
- Kogut i kury – Gandawa, Museum voor Schone Kunsten
- Krajobraz – St. Petersburg, Ermitaż
- Krajobraz górzysty z postaciami (1655-60) – Londyn, National Gallery
- Krajobraz rzeczny z jeźdźcami i wieśniakami (ok. 1655) – Amsterdam, Rijksmuseum
- Krajobraz rzeczny z jeźdźcami i wieśniakami – Londyn, National Gallery
- Krajobraz zimowy z martwym ptactwem i myśliwymi – Berlin, Gemäldegalerie
- Łódź rybacka w blasku księżyca – Kolonia, Wallraf-Richartz-Museum
- Młody pasterz z krowami (1655-60) – Nowy Jork, Metropolitan Museum of Art
- Morze w blasku księżyca (ok. 1648) – St. Petersburg, Ermitaż
- Murzyński giermek (ok. 1652) – Londyn, Royal Collection
- Pasterz i krowy nad rzeką (1650-55) – Londyn, National Gallery
- Pasterze z krowami – Londyn, Dulwich Picture Gallery
- Portret brodatego mężczyzny (1649) – Londyn, National Gallery
- Portret mężczyzny (1650) - Muzeum Narodowe w Gdańsku - Oddział Sztuki Dawnej
- Słoneczny pejzaż wydmowy ze studnią – Berlin, Gemäldegalerie
- Szary koń w pejzażu – Rotterdam, Museum Boymans-van Beuningen
- Wał nadrzeczny z krowami (1650) – Rotterdam, Museum Boymans-van Beuningen
- Widok Arnhem (1645-50) – Amsterdam, Rijksmuseum
- Widok na Dordrecht z dójką i czterema krowami (ok. 1650) – Londyn, National Gallery
- Widok Schraven-Deel – St. Petersburg, Ermitaż
- Zachód słońca nad rzeką – St. Petersburg, Ermitaż
- Zachód słońca po deszczu (1648-52) – Cambridge, Fitzwilliam Museum
- Zamek Ubbergen (ok. 1655) – Londyn, National Gallery